# Канал (Свердловская область)
Канал — посёлок в муниципальном округе Первоуральск Свердловской области России.

## География
Посёлок Канал расположен в 16 километрах (по автотрассе в 18 километрах) к юго-востоку от города Первоуральска. В окрестностях посёлка расположено Волчихинское водохранилище, а в 2 километрах на север проходит автодорога Пермь — Екатеринбург, в 1,5 километрах к северу расположен железнодорожный остановочный пункт Чусоводстрой (направление Москва — Казань — Екатеринбург).

## История
Посёлок основан в 1940—1944 годах в связи со строительством канала Чусовая-Исеть.

## Население
| 2002 | 2010 |
| ---- | ---- |
| 5    | ↗12  |